# Turma OK

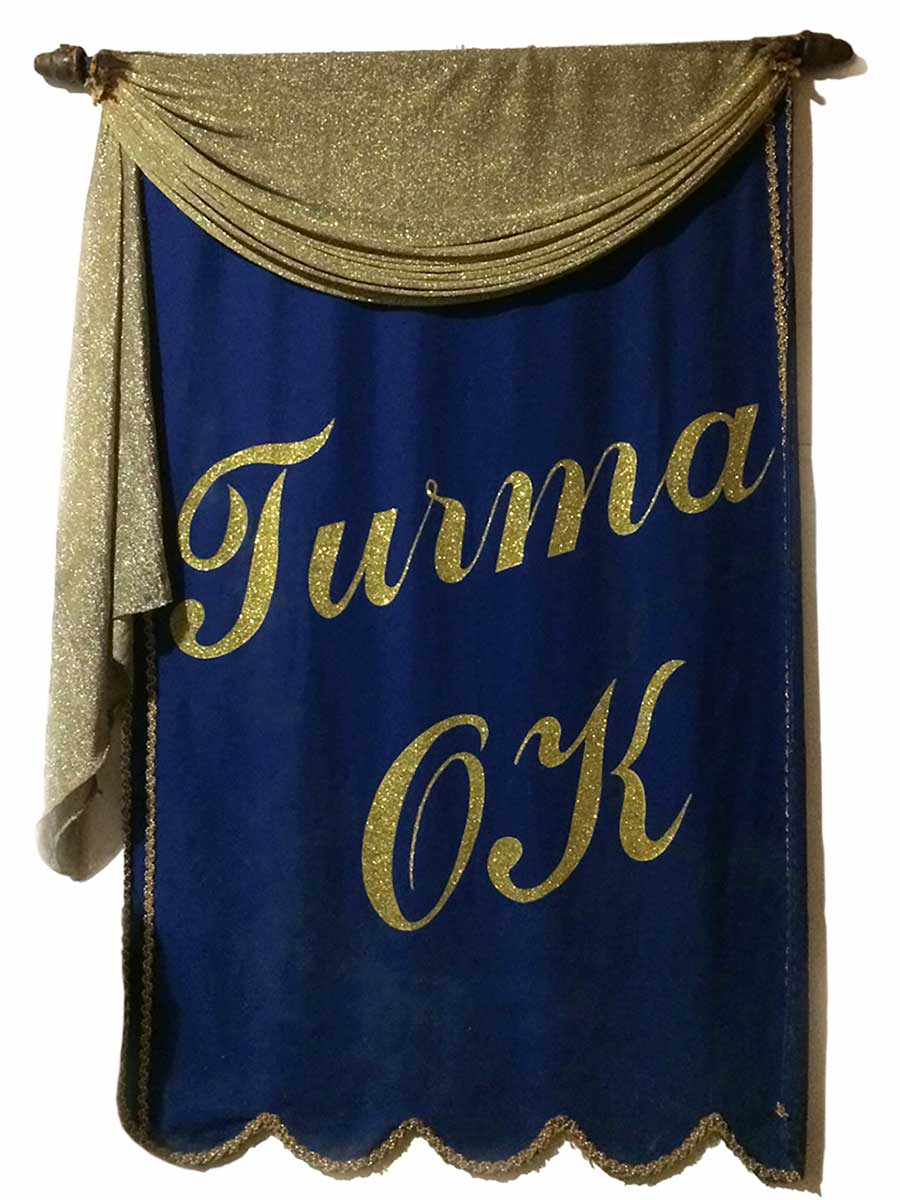
Flâmula original do clube social Turma OK

Turma OK é o primeiro grupo LGBTQIAPN+ de que se tem registro na história do Brasil. O Clube Turma OK (coletivo) foi fundado oficialmente em 1962 na cidade do Rio de Janeiro, entrando em funcionamento sob a liderança de Agildo Bezerra Guimarães. No entanto, segundo informa o seu sítio na Internet, o grupo iniciou seus encontros (semanais ou bissemanais) já no ano anterior, precisamente em 13 de janeiro de 1961 (13/01/1961, data de criação da Turma OK), no apartamento de Antônio Peres, no Edifício Varsóvia em Copacabana, Rio de Janeiro. A Turma Ok - é uma Associação Civil, de natureza privada, sem fins lucrativos e com tempo de duração indeterminado. E é mantida financeiramente por seus sócios e doações da comunidade em geral. O clube LGBTQIAPN+ é devidamente regularizado mais antigo do mundo em atividades interruptas, Atualmente tem sua sede localizada na Rua do Lavradio nº 39 - Sobrado - Lapa - Rio de Janeiro - Brasil       
O nome do grupo, Turma OK, foi sugerido por Nylmar Amazonas Coelho após já haverem se congregado os seus fundadores—Antônio Peres, Maria Amélia, Nylmar Amazonas Coelho, Itamar Dias Soares, Lisandro de Matos Peixoto, Marlene Filardi, Leo Acyr Teixeira, Renê Patino, Djalma Alves de Souza e Francisco de Assis, e os cantores Osny José e Carlos Chagas—e a aprovação foi unânime.
O grupo Turma OK continua com as suas atividades até a atualidade (2024), sendo uma das organizações de socialização LGBTQIAPN+ mais antigas do Brasil e Do mundo. Adalberto Fonseca Filho voltou a assumir a direção desta histórica organização (reservada somente para membros e convidados) em 2006, sendo que Anuar Farah foi o diretor anterior, de 1998 a 2006.. desde então a instituição vem se mantendo com base no seu Estatuto Social, que determina as regras e normas de conduta e existência da Turma OK. entre estas regras consta o período de mandato de Cada presidente eleito que é de 03 (três Anos) de mandato, podendo ser reeleito por igual período. Atualmente (2024) o Presidente em Exercício é Sergio Porto Costa (2022 a 2025), Vice-Presidente Arcindo José da Silva (Soca), Secretário Antônio Daniel Bezerra Duarte (Daniel Duarte)    
A Turma Ok, tem por principio a defesa de um modelo associativo sem privilégios. Não vinculada a qual partido politico ou organização religiosa; e não fará, no desempenho de suas atividades, distinção quanto à raça, etnia, religião, gênero e orientação sexual, ou qualquer outra forma de discriminação, observando os princípios da legalidade, impessoalidade, moralidade, publicidade, economicidade e da eficácia  
Atualmente a Turma OK é Constituída de um a Salão (Estilo casa de Show Cabaré) com mesas e cadeiras para o publico visitante, comporta de 90 até 110 pessoas sentadas, tem Bar para atender os clientes, logo na entrada tem uma Lounge Aconchegante com Piano, TV, sofás, tem um Palco grande com aproximadamente 8m ², sistema de som e iluminação completos, Camarim de + ou - 8/10m ² que comportam 16/18 Artistas, Cozinha, 2 Banheiros. funciona de sexta-feira a domingo Sempre com Apresentações de Espetáculos de Artistas Transformistas, Drag Quenns, Drag Kings, Shows Cis, Peças Teatrais, Shows Diversos. Apresentação de Músicos, Almoços e Jantares, Buffet em geral. podendo ser Alugada para Aniversários e Eventos, pagina no Instagram @turmaokrio entre outras redes sociais 
Desde o início a organização Turma OK publicou o informativo Okeizinho. informativo este que era impresso em formato de Jornal (Jornalzinho Okeizinho) e distribuído para os sócios e a comunidade em geral, levando a todos informações da Comunidade LGBTQIAPN+ (informações Artísticas, Acontecimentos da Sociedade, Agendas, Saúde e Atualidades)   
Bezerra trabalhou como editor de várias publicações do Movimento Homossexual Brasileiro em sua cidade natal ao longo dos anos, permitindo-o a formar uma coleção rara de boletins e similares com temática gay, por exemplo, Snob (1963-1969, Darling (1968), Gente Gay (1976-1978), entre outros, como a Mini Enciclopédia Homossexual segundo Claudio Soares...
O arquivo Turma OK sendo preservado na UNICAMP foi doado à universidade por Agildo Bezerra Guimarães em 1995.

## Os objetivos explícitos da organização
A Turma OK não é um grupo de militância gay, nem mesmo uma boate ou um bar gay. É um clube social, estritamente familiar, na tradição carioca gay do centro do Rio. Fazem parte daquele cenário, assim como estão a Gafieira Estudantina, o Bar Luis e o Cordão do Bola Preta. É uma verdadeira confraria gay, localizada na Lapa.